# Нападение Эритреи на Эфиопию
Нападение Эритреи на Эфиопию — начальные события эфиопо-эритрейской пограничной войны 1998—2000 годов, когда вооружённые силы Эритреи, спровоцированные убийством своего чиновника либо силовика в пограничным поселении Бадме, вторглись на территорию соседнего государства. Международная комиссия в Гааге позже указала, что кампания эритрейцев не была законно обоснована Уставом ООН, поскольку прямой военной агрессии против страны не было. 

## Инцидент в Бадме
В 1990-е годы между странами возникла проблема демаркации общей границы и распределения спорных участков. Одним из таких районов был посёлок Бадме. 6 мая 1998 года там произошёл инцидент, который в результате привёл к войне. Точно неизвестно, что там произошло. В литературе встречаются несколько похожих вариантов события:
1. Отряд эритрейских военнослужащих количеством в 12 человек[5] вошёл в населённый пункт, где вступил в перестрелку с сотрудниками полиции и местными ополченцами[6][7][8]. Причиной этого разными источниками называлось убийство эритрейского чиновника[6] либо выселение эфиопской милицией группы эритрейских крестьян[5].
2. Эритрейский офицер, находясь в сопровождении своих подчинённых, вступил в конфликт с местными властями и погиб от рук эфиопского территориального ополчения[9].
3. Отряд эритрейской полиции для урегулирования очередной спорной ситуации с эфиопскими коллегами прибыл в населённый пункт, где вспыхнула ссора, которая перешла в перестрелку. Эфиопы убили семь эритрейцев, в том числе командира подразделения силовиков[10].

В тот же день официальная Асмэра объявила частичную мобилизацию.

## Ход кампании
12 мая соединения регулярной эритрейской армии (три пехотные бригады при поддержке 13 танков) заняли посёлок Бадме. Попытки противостоять вторжению оказались безуспешными, поэтому эфиопские полицейские и ополченцы были вынуждены отступить, потеряв от 16 до 20 человек убитыми, два десятка ранеными и 24 пленными. В ходе вооружённых столкновений были разрушены семь зданий — несколько школ, больница и другие общественные учреждения.
В ответ на наступление соседей эфиопская артиллерия начала обстрел позиций противника. Кроме этого командование ВС Эфиопии не делало никаких активных действий против вторжения. К концу месяца интенсивность конфликта была довольно низкой. Огневой контакт сторон в большинстве случаев ограничивался применением стрелкового оружия. Неожиданно 31 мая силы эритрейской армии, воспользовавшись малочисленностью вражеских формирований в зоне боевых действий, перешли в наступление на центральным участке границе, захватив город Заламбесса, а также размещённые около его посёлки Алитена и Айга. 3 июня зафиксирован первый обмен артиллерийско-миномётным огнём и залпами реактивных систем.
Через два дня эритрейская авиация атаковала Мэкэле. Под авиаудар попали административные здания, аэродром и начальная школа, где погибли 53 гражданских.
В первую декаду июня резко возрос поток беженцев из прифронтовых районов, особенно с городов, которые стали главными целями авиации противостоящих сторон.
6 июня эфиопы перешли в контрнаступление. Им удалось вернуть Заламбессу, однако уже на следующий день, в результате контратаки эритрейской пехотной бригады при поддержке РСЗО БМ-21 «Град» и самолётов MB-339, город снова попал под контроль противника. Всю следующую неделю эфиопские войска безуспешно пытались отбить Заламбессу. Активизировались действии сторон в секторе Бадме. 11 июня бомбили Адди-Грат. Впервые боевые столкновения имели место на самом восточном участке границе в районе пограничного переходного пункта Буре. 17 июня здесь эфиопы блокировали и уничтожили бригаду специального назначения ВС Эритреи.

## Военные результаты
Эфиопское командование, перекинув на границу практически все силы, пыталось выбить со своей территории противника, активно используя авиацию. Из-за плохой подготовленности армии на тот момент к войне значительных результатов данные шаги не принесли. Уже в июне военному руководству страны пришлось приостановить активные боевые действии и начать консультации с международными посредниками, которые предлагали варианты мирного решения конфликта.
Кроме того, с июля по ноябрь в регионе начинался сезон дождей, который делал непроходимой и без того слабую дорожную сеть. С началом затишья эфиопские и эритрейские военнослужащие начали окапываться. В этот период противники сосредоточились на перевооружении, усилении и подготовке своих боевых частей.
По результате кампании сформировались три фронта: западный — сектор Бадме, центральный — район Цорона—Заламбесса—Алитена, восточный — район Буре. Все они оказались разделёнными в связи со сложным горным и пустынным рельефом театра военных действий. Особенно большой разрыв (несколько сотен километров) образовался между центральным и восточными фронтами, где находилась пустыня Данакиль.

## Реакция и заявления
13 мая Совет Министров Эфиопии собрался на внеочередном заседании и по результатам рассмотрения ситуации обратился к властям соседнего государства с требованием вывода эритрейских войск с захваченной ими территорий. В тот же день национальная авиакомпания Ethiopian Airlines приостановила рейсовые полёты в Асмэру и Асэб, а два торговых корабля под эфиопскими флагами были переброшены из эритрейского порта Асэб в Джибути.
На следующий день Кабинет Министров Эритреи, в свою очередь, опубликовал официальное заявление, в котором обвинил власти Эфиопии в «непрерывных нарушениях границы». 30 числа президент страны Исайяс Афеворки заявил, что вывод войск с занятых территорий «представляется в моральным плане неприемлемым и физически невозможным».
На фоне начале боевых действий правительствами таких стран как Джибути, Руанда и США были сделаны попытки посадить стороны за стол переговоров и стать посредниками в мирном процессе.
26 июня была принята Резолюция Совета Безопасности ООН 1177. Документ потребовал от сторон немедленного прекращения огня.

## Оценка арбитража
В 2000 году конфликт между странами закончился. Эфиопия и Эритрея договорились отложить решение спора на неопределённый срок для рассмотрения дела в международным арбитраже.
В 2005 году комиссия по претензиях, созданная в рамках мирного соглашения, заявила, что урегулирование таких споров с применением силы не может считаться самообороной. Поскольку вооружённого нападения на Эритрею не было, её нападение на Эфиопию нельзя считать законной самообороной в соответствии с Уставом ООН. По заявлению комиссии, официальная Асмэра обязана покрыть соседней стране причинённый ущерб.